# Santa Rita do Itueto
Santa Rita do Itueto è un comune del Brasile nello Stato del Minas Gerais, parte della mesoregione della Vale do Rio Doce e della microregione di Aimorés.